# Suszec
Pour les articles homonymes, voir Suszec (homonymie).
Suszec (Sissetz jusqu'en 1945) est une ville de Haute-Silésie, dépendant de la Voïvodie de Silésie en Pologne. Ce chef-lieu de la gmina de Suszec est le site de la mine de Krupiński, d'où l'on extrait de la houille depuis 1983.

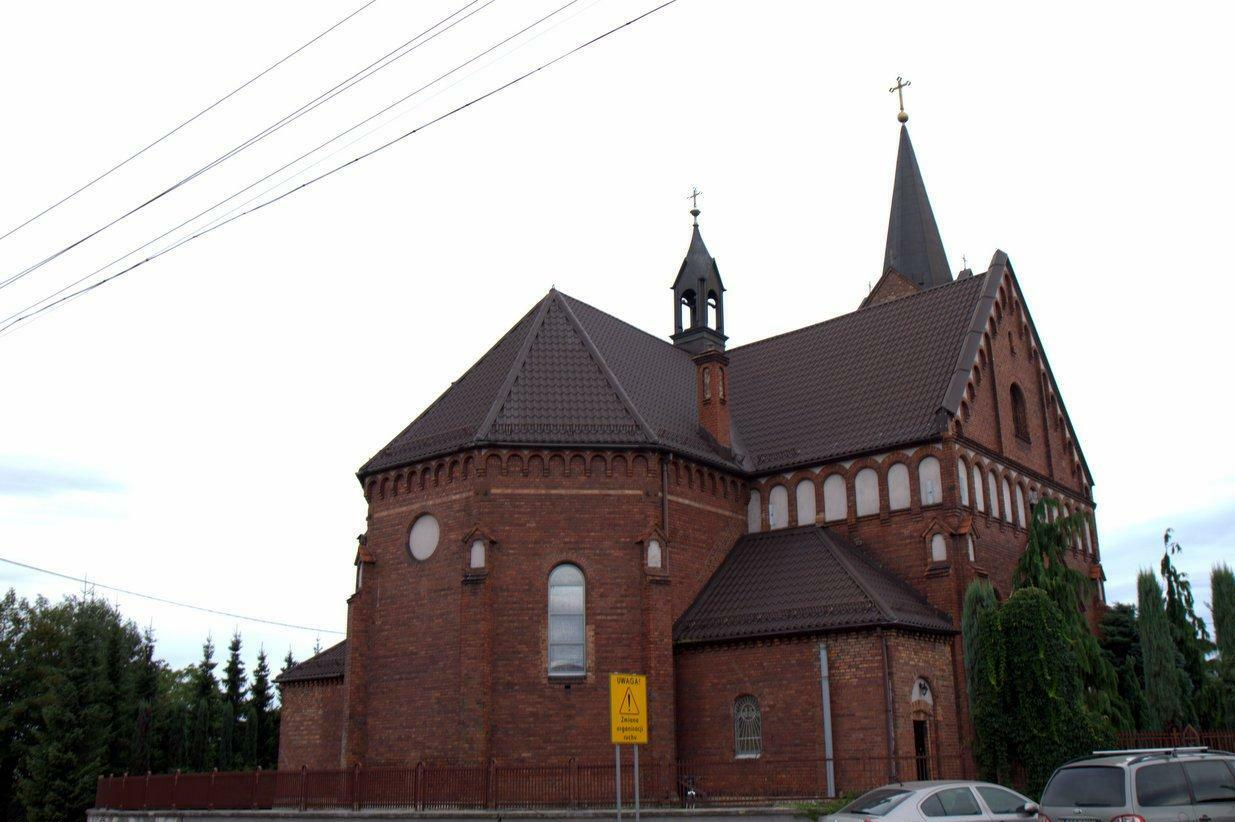
L'église Saint-Stanislas de Suszec
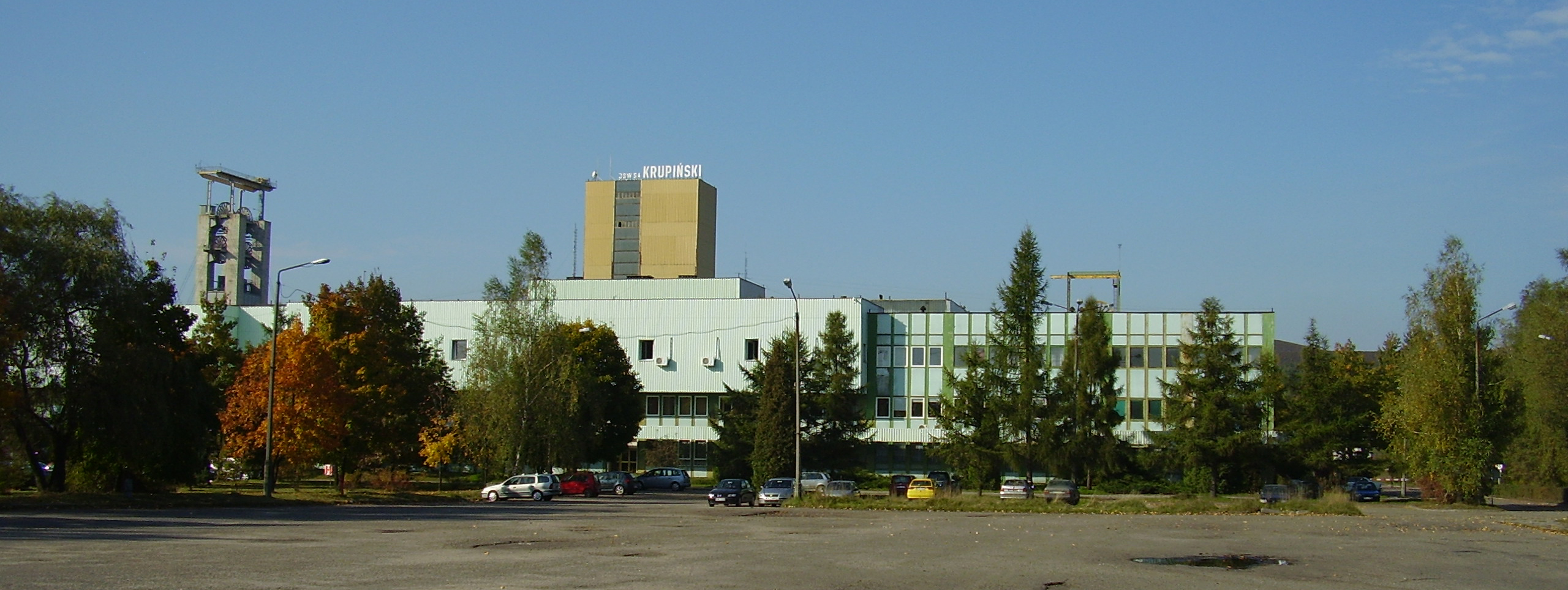
La mine Krupiński

## Jumelages
- Novoť, Slovaquie
- Zákamenné, Slovaquie